# Női 5 kilométeres hosszútávúszás a 2011-es úszó-világbajnokságon
A női 5 kilométeres hosszútávúszást július 22-én rendezték meg a 2011-es úszó-világbajnokságon.

## Eredmény
| Helyezés  | Úszó                           | Nemzetiség | Idő       |
| --------- | ------------------------------ | ---------- | --------- |
| Aranyérem | Swann Oberson                  | SUI        | 1:00:39.7 |
| Ezüstérem | Aurélie Muller                 | FRA        | 1:00:40.1 |
| Bronzérem | Ashley Grace Twichell          | USA        | 1:00:40.2 |
| 4         | Rachele Bruni                  | ITA        | 1:00:42.2 |
| 5         | Jekatyerina Szeliversztova     | RUS        | 1:00:44.1 |
| 6         | Ophelie Aspord                 | FRA        | 1:00:44.9 |
| 7         | Ana Marcela Cunha              | BRA        | 1:00:46.7 |
| 8         | Danielle de Francesco          | AUS        | 1:00:46.8 |
| 9         | Cara Baker                     | NZL        | 1:00:47.3 |
| 10        | Jana Pechanová                 | CZE        | 1:00:47.4 |
| 11        | Poliana Okimoto                | BRA        | 1:00:48.3 |
| 12        | Eva Fabian                     | USA        | 1:00:50.0 |
| 13        | Jelizaveta Gorskova            | RUS        | 1:00:50.4 |
| 14        | Alice Franco                   | ITA        | 1:00:50.7 |
| 15        | Teja Zupan                     | SVN        | 1:00:52.6 |
| 16        | Isabelle Härle                 | GER        | 1:00:52.9 |
| 17        | Shi Yu                         | CHN        | 1:01:00.3 |
| 18        | Marta Recio Paneque            | ESP        | 1:01:01.9 |
| 19        | Isabell Donath                 | GER        | 1:01:06.2 |
| 20        | Wang Hefei                     | CHN        | 1:01:06.8 |
| 21        | Bonnie MacDonald               | AUS        | 1:01:08.3 |
| 22        | Inha Kotsur                    | AZE        | 1:01:15.4 |
| 23        | Zaira Edith Cardenas Hernandez | MEX        | 1:01:19.3 |
| 24        | Iris Matthey                   | SUI        | 1:01:21.5 |
| 25        | Aljona Berbaszova              | UKR        | 1:01:22.6 |
| 26        | Zsofi Balazs                   | CAN        | 1:01:39.0 |
| 27        | Yanel Pinto                    | VEN        | 1:01:44.6 |
| 28        | Lizeth Rueda Santos            | MEX        | 1:01:52.1 |
| 29        | Nadine Williams                | CAN        | 1:02:06.8 |
| 30        | Katia Barros                   | ECU        | 1:02:19.7 |
| 31        | Ayano Koguchi                  | JPN        | 1:03:20.2 |
| 32        | Nataly Caldas                  | ECU        | 1:04:40.7 |
| 33        | Nicole Brits                   | RSA        | 1:04:53.1 |
| 34        | Chan Fiona On Yi               | HKG        | 1:04:53.2 |
| 35        | Yessy Venisia Yosaputra        | INA        | 1:04:56.1 |
| 36        | Cindy Toscano                  | GUA        | 1:05:04.1 |
| 37        | Laila El Basiouny              | EGY        | 1:06:15.3 |
| 38        | Jessica Roux                   | RSA        | 1:07:46.2 |
| 39        | Merna Mohamed                  | EGY        | 1:10:23.4 |
| –         | Cassandra Lily Patten          | GBR        | DNF       |
| –         | Annisa Fabiola                 | INA        | DNS       |
| –         | Kalliopi Araouzou              | GRE        | DSQ       |
| –         | Yumi Kida                      | JPN        | DSQ       |